# State Radio
State Radio ist eine Rockband, die durch Chad Urmston im Jahre 2002 nach der Auflösung von Dispatch gegründet wurde.

## Geschichte
Die Band wurde zuvor Flag of the Shiners genannt, bis sie sich jedoch in State Radio umbenannte (dies war der Name des Liedes, das nun Democracy in Kind heißt). Nach drei EPs und einer Demo-CD wurde Us Against the Crown im Oktober 2005 veröffentlicht. Am 17. April 2007 veröffentlichten sie eine weitere EP, mit dem Titel The Barn Sessions. Dort sind fast ausschließlich bereits bekannte und veröffentlichte Lieder zu hören. Allerdings sind die meisten davon in einer anderen Version vorhanden, zum Beispiel der Song Camilo.
Camilo handelt von einem US-Soldaten, der nach seinem Einsatz im Irak zu neun Monate Haft verurteilt wurde, da er sich gegen weitere Einsätze wehrte und somit gegen seinen Vertrag mit dem Militär verstoße. Auf der Homepage von State Radio befindet sich ein von einem Fan erstelltes Musikvideo zu dem Lied.
State Radios Lieder sind vorwiegend eine Mixtur aus Roots Reggae mit Rock. Sänger und Bandleader Chad Urmston ist nahezu der einzige Songwriter der Band, jedoch kommen die Bandmitglieder Chuck Fay und Mike Najarian durch Gesang immer öfter zum Einsatz. Bekannt ist State Radio auch für ihre Liveauftritte. Anstatt neue Lieder zu perfektionieren, um sie dann vor Publikum vorzuspielen, werden sie direkt live vorgespielt und verbessert.
Im September 2006 waren sie das erste Mal in England, den Niederlanden, Schweden und Deutschland unterwegs. Neben Konzerten in London, Berlin, Amsterdam und Köln, waren auch Stockholm, München, Frankfurt und Hamburg vertreten. Im Sommer 2007 spielten sie in Deutschland auf dem Southside Festival sowie auf dem Hurricane Festival. Im September 2007 waren sie wieder in Deutschland und England unterwegs. März 2008 haben sie über 10 Konzerte in Deutschland und Österreich gegeben.
Am 19. September 2007 erschien ihr zweites Album Year of the Crow.
Am 3. November 2008 begannen in den Long View Farm Studios in North Brookfield, Massachusetts die Aufnahmen zu ihrem dritten Studioalbum Let It Go, das am 29. September 2009 veröffentlicht wurde.
Für den Anfang des Jahres 2010 ist eine mit Lefty Rides Again betitelte Tour durch die USA geplant. Anschließend werden State Radio zwischen dem 17. März und dem 1. April  insgesamt 11 Konzerte in Europa geben.
Am 28. August spielten sie auch beim Rock am See in Konstanz und somit bei Jubiläum von Rock am See (25 Jahre) als eine Vorband der Toten Hosen.

## Diskografie

### Alben
- 2005: Us Against the Crown
- 2007: Year of the Crow
- 2009: Let It Go
- 2012: Rabbit Inn Rebellion